# Umbelliferone
L'umbelliferone o 7-idrossicumarina è una sostanza organica naturale appartenente alla famiglia delle cumarine, presente in particolare in piante della famiglia delle Apiaceae o Umbelliferae. L’umbelliferone, oggi sintetizzato principalmente in laboratorio, è utilizzato nella terapia laser a colorante pulsato per il trattamento delle lesioni vascolari.